# Windows Phone 7 (sistema operacional)
O Windows Phone 7 foi um sistema operacional móvel da empresa Microsoft, sendo a primeira versão da linha Windows Phones lançado em 2010, com visual minimalista usando live tiles e maior integração com redes sociais.
A primeira grande atualização, foi o Windows Phone 7.5, que incluiu muitas funcionalidades novas. A última atualização, foi o Windows Phone 7.8, que permitia a pessoa redimensionar as tiles da tela inicial.

## História
O Windows Phone 7 foi o primeiro lançamento da linha de Windows Phones, lançado dia 21 de Outubro de 2010. 

## Suporte
A linha Windows Phone 7 foi totalmente descontinuada no dia 14 de outubro de 2014.